# 盧日新
盧日新，字敬修，號小銘，廣東東莞城內寶積巷人。晚清官員。

## 生平
盧日新自幼靜慧，其家赤貧卻勤學不輟，與同鄉[[張金鑑 (清朝政治人物)|張金鑑]]友善。道光十五年（1835年），二人同年進學。道光二十四年（1844年），金鑑中甲辰科進士，在禮部任職。道光二十七年（1847年），盧日新也考中丁未科三甲第一百一十六名進士，與張之萬、李鴻章、沈葆楨等同榜。任工部主事。
盧日新性格清高，在京師做官期間，閉門讀書，不巴結上司，結果兩次補缺機會都旁落他人，日新卻安之若命，不以此為煩惱。後來，日新以父母年老為由告歸。回鄉後，講學育人，不少學生得以考取功名。當時日新已年過五十，雙親仍健在，他每日問安侍候，不辭辛苦，其孝行為人所稱道。光緒初年，父母相繼去世，日新悲痛欲絕，不久亦卒。